# Chiesa di San Martino Vescovo (Ferrara, Contrapò)
La chiesa di San Martino Vescovo è la parrocchiale a Contrapò, frazione di Ferrara. Risale al X secolo.

## Storia
Nel piccolo centro di Contrapò la chiesa dedicata a San Martino viene citata sin dal 933, descritta come "Sancti Martini Contra Padum".
La famiglia Sacrati ne ebbe a lungo il giuspatronato, e nel XVI secolo i suoi lasciti ne permisero molti interventi migliorativi ed ampliamenti.
Con l'inizio del XVII secolo il vescovo di Ferrara Giovanni Fontana fece ricostruire completamente l'edificio in forme moderne mutandone anche il suo orientamento.
Col nuovo secolo, tra il 2009 ed il 2011, la chiesa è stata oggetto di importanti lavori restaurativi che hanno interessato l'affresco del XIV secolo ricollocato nella sua posizione originale, il riconsolidamento generale, la posa in opera di protezioni contro l'umidità, la riparazione di stucchi e decorazioni, il restauro della pavimentazione originale, la revisione degli impianti e altre modifiche migliorative.